# Kolegiata Świętych Apostołów Piotra i Pawła w Ciechocinku
Kolegiata Świętych Apostołów Piotra i Pawła w Ciechocinku – polski rzymskokatolicki kościół parafialny znajdujący się w Ciechocinku, miejscowości uzdrowiskowej położonej w województwie kujawsko-pomorskim, powiecie aleksandrowskim w diecezji włocławskiej, dekanacie nieszawskim.

## Historia
Początkiem XIX wieku Ciechocinek nie posiadał własnego kościoła (na nabożeństwa mieszkańcy i kuracjusze udawali się do pobliskiego Raciążka). Okazało się to dość uciążliwe i w 1851 roku proboszcz w Raciążku, otrzymał zezwolenie na otwarcie kaplicy i odprawianie w niej nabożeństw w miesiącach sierpniu i wrześniu. Kaplicę urządzono jeszcze w tym samym roku w nowo wybudowanej sali w galerii spacerowej w Parku Zdrojowym i dedykowano Matce Bożej. Poświęcenia kaplicy dokonał w dniu 10 marca 1851 roku biskup Tadeusz Łubieński.
Pierwszym stałym kapelanem ciechocińskim został wyznaczony w 1854 roku ks. Jan Rutkowski, były karmelita z Zakrzewa. W 1862 roku ks. Rutkowski otrzymał probostwo w Starokrzepicach, a na jego miejsce przybył ks. Jacek Jędrecki, który wkrótce objął swoje obowiązki. Nie pozostał jednak w Ciechocinku dłużej, zniechęcony trudnymi warunkami lokalowymi. Nowy kapelan - ks. Walenty Kuroch, wikariusz z Opatówka, został mianowany 1863 roku. W 1871 roku przybył do Ciechocinka ks. Felicjan Lutoborski, zakonnik z klasztoru oo. Reformatów we Włocławku, który zjednał sobie szacunek i życzliwość u ludzi, a przede wszystkim dzięki jego staraniom rozpoczęto budowę kościoła.
W dniu 30 marca 1873 roku zawiązał się Komitet Budowy Kościoła, którego prezesem został ziemianin Leon Wodziński herbu Jastrzębiec ze Służewa, a członkami dr Roman Ignatowski – lekarz warzelni soli, Ignacy Szymański - zawiadowca stacji kolejowej w Ciechocinku i ówczesny kapelan – ks. Felicjan Lutoborski. Plan kościoła Departament Spraw Duchownych Obcych Wyznań zatwierdził w dniu 23 maja 1873 roku. Kamień węgielny pod fundamenty kościoła poświęcił administrator diecezji kujawsko-kaliskiej – ks. kan. Florian Kosiński w sierpniu 1874 roku. Fundatorem świątyni był Zarząd Wód Mineralnych w Ciechocinku. Budowę wsparli okoliczni ziemianie, mieszkańcy Ciechocinka i kuracjusze. Prezes Komitetu Budowy Kościoła – Leon Wodziński ofiarował drewno na budowę, kolej dokonała bezpłatnej zwózki materiałów. Na potrzeby budowy założono nawet własną cegielnię pod Raciążkiem. 
Budowę kościoła, według projektu warszawskiego architekta Edwarda Cichockiego, rozpoczęto w 1873 roku a zakończono w 1884 roku. Benedykcji ukończonej świątyni dokonano zaraz po zakończeniu budowy, a uroczystej konsekracji – dopiero w 1904 r.
Wybudowano go początkowo jako kościół filialny parafii w Raciążku. Dopiero jednak po uzyskaniu przez Polskę niepodległości, staraniem miejscowej ludności można było erygować ciechociński kościół na kościół parafialny. Dekretem biskupa włocławskiego Stanisław Zdzitowieckiego dnia 8 maja 1918 roku erygowano kościół i utworzono parafię. Okręg parafialny w Ciechocinku utworzyły wsie: Ciechocinek, Nowy Ciechocinek, Słońsk Dolny i Górny, Wołuszewo i Wygoda.
Od 16 października 2018 roku, decyzją biskupa włocławskiego Wiesława Meringa, świątynia stała się kolegiatą i siedzibą ciechocińskiej kapituły kolegiackiej.

## Architektura Kościoła[4]
Kościół wybudowano w cegle, w stylu neogotyckim. We wnętrzu wykorzystano żeliwo, które posłużyło do konstrukcji filarów, ambony i chóru muzycznego. Ołtarz główny i dwa ołtarze boczne wykonano z białego marmuru kararyjskiego. W ołtarzu umieszczono obraz Przemienienia Pańskiego, a na zasuwie śś. Piotra i Pawła Apostołów. W ołtarzu północnym stanęła figura św. Antoniego, w południowym - Matki Boskiej Łaskawej. W wieżach kościoła umieszczono dwa duże dzwony, a same wieże pokryto blachą miedzianą. Dach świątyni przełożono łupkiem. Wnętrze pokryła wielobarwna polichromia. Złocenia wykonał Czesław Czarnecki. 
Kościół w Ciechocinku dopiero ok. 1905 roku zyskał pełny wystrój architektoniczny. W latach 1903–1905 założono witraże wykonane w Zakładzie św. Łukasza w Warszawie. Nabożeństwa uświetniały dźwięki muzyki płynące z 12-głosowych organów roboty braci Blombergów. Polichromia kościoła, wykonana w 1905 roku była w tonacji ciemnej. Jedynie filary i podłucza otworów drzwiowych pomalowano w dwubarwne pasy. Ornamenty na sklepieniach miały imitować nieboskłon. W 1905 roku w galerii arkadowej na fasadzie świątyni stanęły figury świętych odlane przez artystę plastyka Wacława Bębnowskiego. Według opisu z 1923 roku kościół miał od północy zakrystię, w której znajdował się drewniany ołtarz przeniesiony z kaplicy parkowej, a nad nim obraz Ukrzyżowania Pana Jezusa z XVII w. Pod ołtarzem wielkim i zakrystią znajdowała się krypta, w której spoczęły m.in. zwłoki organizatora budowy kościoła ks. Felicjana Lutoborskiego.
Pierwotny wystrój kościoła nie dotrwał w całości do naszych czasów, a niektóre jego elementy w okresie późniejszym bywały demontowane i przenoszone na inne miejsce. Największe szkody spowodowały obie wojny światowe, kiedy to Niemcy zdarli miedzianą blachę z wież kościoła i skradli dzwon z prawej wieży. Po okresie okupacji hitlerowskiej starano się o przywrócenie świątyni jej dawnego blasku. W prawej wieży kościoła zawieszono dwa małe dzwony, przeniesione ze Słońska. Zaistniała również potrzeba wykonania we wnętrzu bardziej efektownej polichromii. Autorami projektów i wykonawcami fresków zostali wybrani plastycy Józef i Łucja Oźminowie z Warszawy. W związku ze zbliżającym się wówczas 1000-leciem chrztu Polski, Diecezjalna Komisja Artystyczna zadecydowała o umieszczeniu nad ołtarzem bocznym po stronie północnej tematu milenijnego w postaci sceny chrztu Mieszka I, nad nią postaci świętych polskich, a poniżej - obrazu Matki Boskiej Częstochowskiej. Całą kompozycję miał wieńczyć medalion z orłem piastowskim (datami: 966–1966 i napisem w otoku: Sacrum Poloniae Millenium). Ołtarz południowy przeznaczono na miejsce przechowywania Najświętszego Sakramentu, dlatego planowano umieścić ponad nim scenę Ostatniej Wieczerzy. Całość wieńczyła scena Chrystusa uzdrawiającego sparaliżowanego przy sadzawce Betsaida. Sklepienia pokryto ornamentami geometrycznymi, natomiast fresk na podłuczu łuku tęczowego przedstawiał 12 Apostołów. W nawach bocznych, po usunięciu dawnych gipsowych stacji Drogi Krzyżowej, umieszczono nowe stacje w formie fryzu freskowo-sgraffitowego biegnącego poniżej parapetów okiennych. W drugim etapie renowacji kościoła na ścianach bocznych umieszczono sceny z życia Chrystusa (ściana południowa) oraz z historii Kościoła i jego roli we współczesnym świecie (ściana północna i zachodnia). W latach 1967–1968 ukończono freski w nawach bocznych.
Prace renowacyjne trwały jeszcze w latach 1984–1989. Celem przebudowy było utworzenie większej przestrzeni dla wiernych zachowując zarazem dawną kompozycję i wnętrze świątyni. Podporządkowanie nowej bryły starej starano się osiągnąć przez zastosowanie tego samego materiału budowlanego (cegły) i większe rozdrobnienie bryły. W części nadziemnej wprowadzono nowe: transept, prezbiterium, zakrystię i biuro, a w podziemiu powstało 5 nowych pomieszczeń. 
Dnia 15 października 1989 roku nastąpiło poświęcenie rozbudowanego kościoła przez biskupa włocławskiego Henryka Muszyńskiego. Za projekt i realizację rozbudowy neogotyckiego kościoła parafialnego w Ciechocinku odpowiedzialny był prof. dr inż. arch. Jan Tajchman.

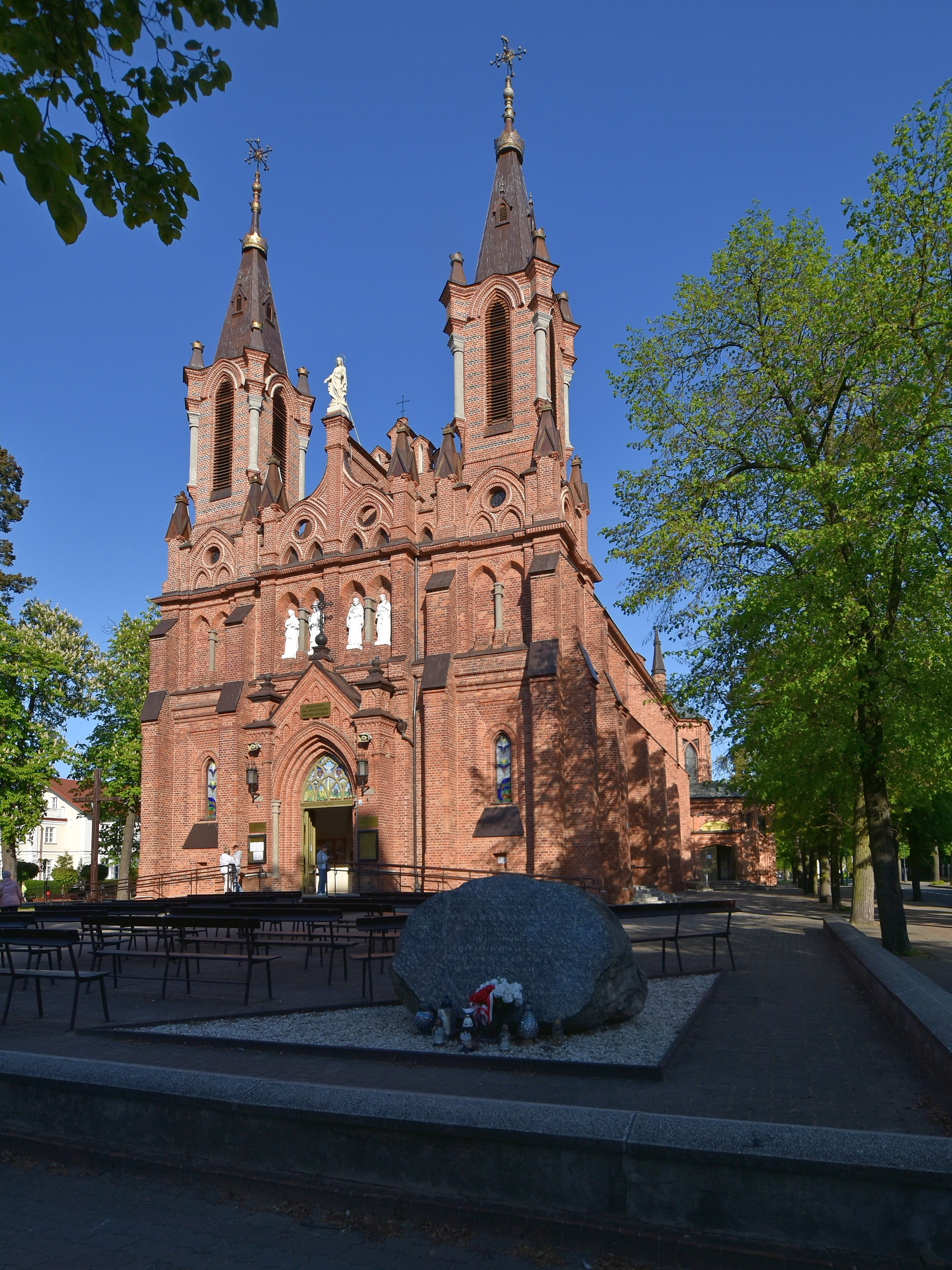
Elewacja boczna
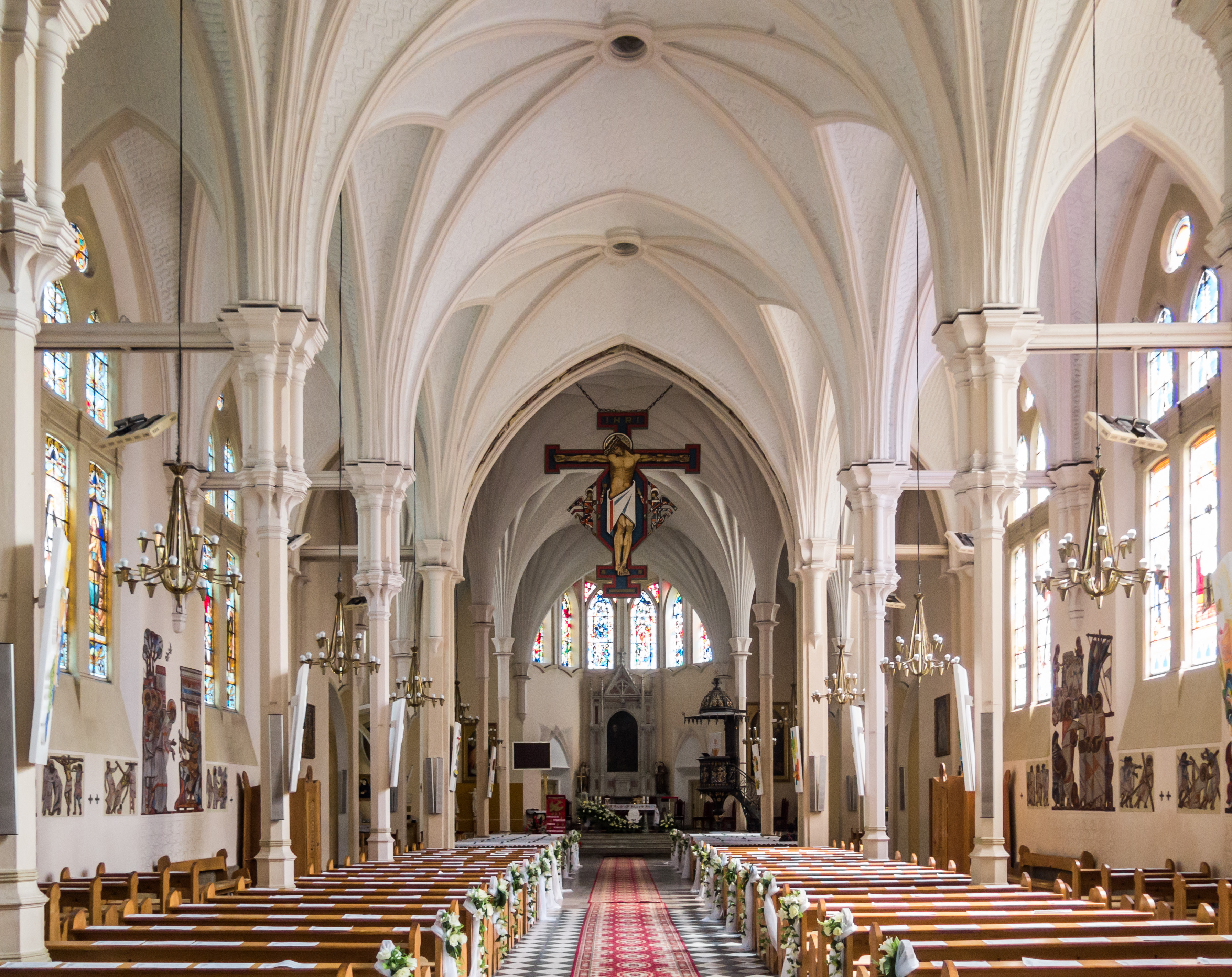
Wnętrze
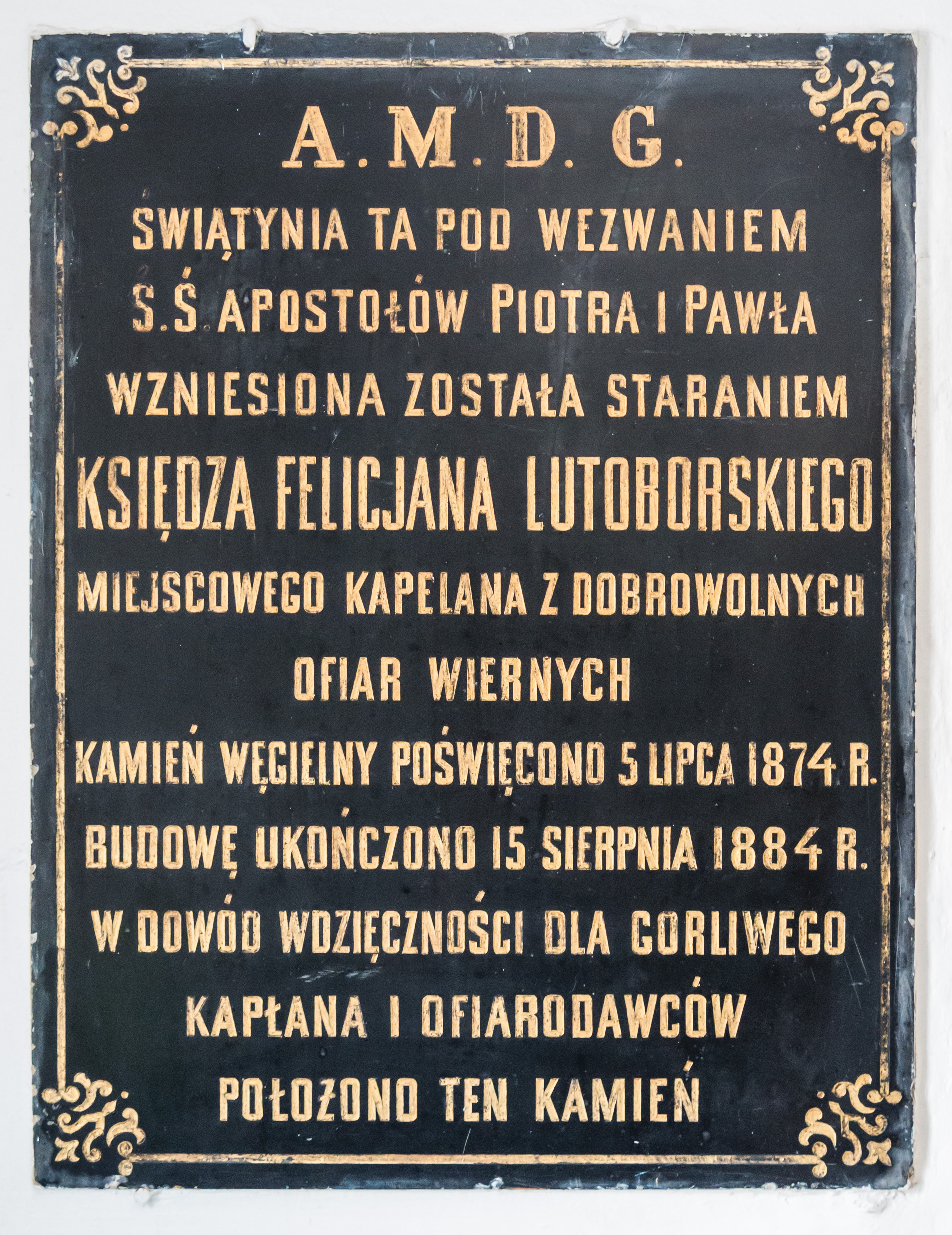
Tablica pamiątkowa budowy, umieszczona w kruchcie